# Čichavec pruhovaný
Čichavec pruhovaný (Trichogaster fasciata, často též Colisa fasciata) je labyrintní paprskoploutvá ryba z čeledi guramovití (Osphronemidae). Pochází ze sladkých vod Indie, Bangladéše a Myanmaru.

## Chov v akváriu
Čichavec pruhovaný je spokojený v mělké a dobře zarostlé (ale s místem pro plavání) nádrži s vodou o teplotě 22-28 °C.